# Andrzej Kalinowski (żołnierz)
Andrzej Kalinowski herbu Kalinowa – wojownik, któremu, gdy poległ pod Obertynem 1531 r., wojsko usypało mogiłę, istniejącą jeszcze w końcu 1770 r.
Andrzej zostawił dwóch synów: Adriana i Jana. Adrian miał osiąść na Podlasiu i od niego wywodzić się miała większa część Kalinowskich z województwa podlaskiego. Po Janie, dziedzicu na Dziatkowcach i Kamionce, w powiecie kołomyjskim, było trzech synów: Jan, dziedzic Wołkowic i Grodziska, po którym tylko córka pozostała, oraz Marcin i Krzysztof, którzy są protoplastami dwóch odrębnych linii Kalinowskich, istniejących do obecnych czasów.